# تل‌قلعه (کوار)
تل قلعه مربوط به دوران‌های تاریخی پس از اسلام است و در شهرستان کوار، بخش مرکزی، روستای آباده آبگرم واقع شده و این اثر در تاریخ ۱۲ بهمن ۱۳۸۱ با شمارهٔ ثبت ۷۲۰۲ به‌عنوان یکی از آثار ملی ایران به ثبت رسیده‌است.